# Bryopsidales
Bryopsidales é uma ordem de algas verdes, pertencente à classe Ulvophyceae.

## Descrição
Caracterizam-se por possuir células geralmente filiformes mas que formam um emaranhado com uma forma global bem definida originando algas de formas muito curiosas, segmentadas, laminares, em forma de copa, forma de bola ou de arbusto. Uma característica destas algas é que estão formadas por uma sozinha célula, já que não existem tabiques entre os núcleos que se situam dentro destes filamentos. Desta forma tanto os núcleos como os orgânelos celulares podem se deslocar através do alga.
Algumas destas algas, como certas espécies do género Caulerpa, podem chegar a medir vários metros de comprimento, no entanto estão formadas por uma única célula.
Estas algas reproduzem-se geralmente por fragmentação. Não obstante, ante certas condições do médio toda a alga pode se transformar em milhares de células biflageladas, processo chamado holocarpia. Durante este processo, uma alga bem formada e completamente verde começa a se transformar em células nadadoras e numas quantas horas não fica mais que um esqueleto branco de paredes celulares sem vida. Quando estas células nadadoras contactam entre elas se fundem formando um zigoto que migra ao fundo onde se fixa a um substrato e começa a se alongar formando a única célula que originará ao alga adulta.
A ordem Bryopsidales encontra-se distribuído por todo mundo, a maior diversidade se encontra entre as barreiras de coral tropicais, abundando por exemplo no mar das Caraíbas.

## Taxonomia
A ordem Bryopsidales inclui as seguintes famílias:
- Bryopsidaceae
- Caulerpaceae
- Chaetosiphonaceae
- Codiaceae
- Derbesiaceae
- Dichotomosiphonaceae
- Halimedaceae
- Ostreobiaceae
- Pseudocodiaceae
- Pseudoudoteaceae
- Rhipiliaceae
- Udoteaceae